# Lingue yupik
Le lingue yupik (a volte scritto youpik) sono un insieme di cinque lingue parlate dai popoli Yupik, differenziate a seconda della loro localizzazione. Queste lingue si differenziano sufficientemente tra loro da non esservi mutua intelligibilità tra i locutori, anche se essi riescono a comprendere l'idea generale del discorso.
Le lingue yupik fanno parte della famiglia linguistica delle lingue eschimo-aleutine. La lingua aleutina e la lingua inuit si sono separate verso il 2000 a.C., mentre le lingue yupik si sono separate dalle inuit verso il 1000 d.C.

## Distribuzione geografica
Le cinque lingue yupik sono:
1. Il Sirenik o Sirenikski o Vecchio Sirenik o Vuteen era parlata nel villaggio di Sireniki (Сиреники) sulla Penisola dei Ciukci all'estremo nord-est della Siberia. La lingua è oggi estinta in quanto l'ultima locutrice, Valentina Wye, è morta nel 1997[1].
2. Il Naukan o Naukanski è parlato da una sessantina di persone[2] nei pressi dei villaggi di Lavrentia (Лаврентия), Lorino (Лорино) e Ouelen (Уэлен) della Penisola dei Ciukci.
3. Lo Yupik della Siberia centrale o Yupik della Sibéria e dell'îsola di San Lorenzo o Yuit o Jupigyt viene parlato dalla maggioranza degli Yupik siberiani e da quelli dell'Isola di San Lorenzo (a sud dello Stretto di Bering, appartenente all'Alaska), che usano un dialetto particolare dell'isola[3].
4. Lo Yupik dell'Alaska centrale o Yup'ik, parlato sul continente da Norton Sound alla Penisola di Alaska e su alcune isole come quella di Nunivak. Tra i 23.000 Yupik dell'Alaska centrale circa 14.000 parlano questa lingua[4]. Essa si differenzia in diversi dialetti. Il più importante, lo Yupik centrale o Yugtun, è parlato nelle regioni del fiume Yukon, dell'Isola di Nelson, del fiume Kuskokwin e della Baia di Bristol.[5].
5. L'Alutiiq o Yupik del Golfo del Pacifico o Sugpiaq è parlato dalla penisola dell'Alaska allo Stretto di Prince William. Vi sono circa 3000 Alutiiq, ma solo qualche centinaia parlano ancora questa lingua. Il dialetto Koniag è parlato sulla parte meridionale della pénisola d'Alaska e sull'Isola Kodiak. Il dialetto Chugach è parlato nella Penisola di Kenai e vicino allo Stretto di Prince William.

## Sistemi di scrittura
Le lingue yupik non venivano scritte prima dell'arrivo degli Europei verso l'inizio del XIX secolo. I primi tentativi di scrittura dello yupik furono quelli dei missionari che tradussero la Bibbia e altri testi religiosi in yupik. Questi sforzi avevano il limitato scopo di trasmettere le credenze religiose sotto forma scritta.
Dopo che gli Stati Uniti d'America ebbero acquistato l'Alaska i bambini yupik impararono a scrivere in inglese con i caratteri latini, nelle scuole pubbliche. Alcuni impararono anche la scrittura yupik creata dal reverendo Hinz utilizzando le lettere latine, che divenne il metodo più utilizzato per scrivere lo yupik.
In Russia la maggior parte degli Yupik imparava a leggere e scrivere unicamente il russo, anche se qualcuno scriveva lo yupik utilizzando l'alfabeto cirillico.
Verso il 1960 l'Università dell'Alaska ha radunato un gruppo di allievi yupikofoni per sviluppare un sistema di scrittura che permettesse di rimpiazzare quello di Hinz. Uno degli obiettivi di questo alfabeto era di permettere di utilizzare una tastiera informatica standard, senza segni diacritici o lettere supplementari. Un'altra condizione era che questo alfabeto doveva rappresentare ogni allofono mediante una propria lettera.